# DIN-Farbenkarte
Die DIN-Farbenkarte wird als DIN-Norm DIN 6164 herausgegeben. Bei diesem Farbsystem sind die Farbreihen farbmetrisch eindeutig definiert und visuell gleichmäßig gestuft. Die Norm gliedert sich in zwei Teile (Stand November 2023): DIN 6164-1 DIN-Farbenkarte; System der DIN-Farbenkarte für den 2°-Normalbeobachter und  DIN 6164-2: DIN-Farbenkarte; Festlegungen der Farbmuster.
Das Farbsystem verwendet eine dreistufige Nummerierung:
- Die Bunttonzahl „T“ gibt einen der 24 Bunttöne an
- Mit der Sättigungsstufe „S“ wird der Sättigungsgrad angegeben. (Stufe 6 ist gesättigt, Stufe 0 ist unbunt)
- Die Maßzahl für die Helligkeit wird Dunkelstufe „D“ genannt. (Dunkelstufen: 0 für Weiß und Optimalfarben, 10 für Schwarz)